# موريس اللوم
موريس اللوم (23 مارس 1906 - 8 أبريل 1995) (بالإنجليزية: Maurice Allom)‏ هو لاعب كريكت بريطاني (وحمل سابقاً جنسية المملكة المتحدة لبريطانيا العظمى وأيرلندا). شارك مع منتخب إنجلترا للكريكت.

## وصلات خارجية
- موريس اللوم على موقع إي آس بي آن كريك إنفو (الإنجليزية)